# Makotřasy
Makotřasy (en allemand : Makotras) est une commune du district de Kladno, dans la région de Bohême-Centrale, en Tchéquie. Sa population s'élevait à 493 habitants en 2020.

## Géographie
Makotřasy se trouve à 8 km à l'est de Kladno et à 18 km à l'ouest-nord-ouest du centre de Prague.
La commune est limitée par Zájezd au nord, par Číčovice à l'est, par Středokluky au sud-ouest, par Běloky au sud, et par Lidice et Buštěhrad à l'ouest.

## Histoire
La première mention écrite de la localité date de 1318.